# BioNTech
BioNTech est une société allemande de biotechnologie spécialisée dans le développement et la fabrication d'immunothérapies actives dans le traitement des maladies graves.
Elle développe des remèdes basés sur l'acide ribonucléique messager (ARN messager, ou ARNm) pour une utilisation en tant qu'immunothérapie contre le cancer, en tant que vaccin contre les maladies infectieuses et en tant que thérapie de remplacement des protéines pour maladies rares, ainsi que pour la thérapie cellulaire, les nouveaux anticorps et petites molécules immunomodulateurs comme options de traitement du cancer. La société a mis au point une thérapie humaine à base d'ARNm pour administration intraveineuse afin d'amener l'immunothérapie anticancéreuse individualisée à base d'ARNm à des essais cliniques. Elle a établi son propre processus de fabrication.
En 2020, le vaccin candidat de la société pour la prévention de la maladie à coronavirus 2019 (COVID-19), le Tozinaméran (BNT162b2), est un des premiers vaccins en essais cliniques de phase III en Chine et aux États-Unis. Un partenariat est mis en place avec Pfizer en septembre 2020. De nombreux chercheurs travaillent en 2020 à la mise au point de ce vaccin.

## Historique
BioNTech est fondée en 2008 sur la base de nombreuses années de travail de recherche par Uğur Şahin, Christoph Huber et Özlem Türeci. Uğur Şahin et Özlem Türeci sont deux médecins et chercheurs d'origine turque qui avaient créé précédemment, en 2001, Ganymed Pharmaceuticals, une société développant des anticorps dans le cadre de la lutte contre le cancer, avec, déjà, le concours de Christoph Huber (de), oncologue, immunologue, chercheur et professeur (à l'université Johannes-Gutenberg de Mayence). Ugur Sahin est un spécialiste en médecine moléculaire et immunologie et professeur à cette même université de Mayence. Ozlem Türeci, chercheuse en oncologie, a été présidente de la Fédération européenne d’immunothérapie contre le cancer. Les activités de la société BioNTech se concentrent initialement sur le développement et la production de technologies et de médicaments pour des immunothérapies anticancéreuses individualisées. Andreas et Thomas Strüngmann (de), avec un capital de départ d'environ 180 millions de dollars US, ainsi que Michael Motschmann et Helmut Jeggle ont participé à la fondation. Andreas et Thomas Strüngmann sont deux scientifiques, frères jumeaux, nés en 1950, qui ont fait fortune en 2005, en vendant leur entreprise de génériques Hexal, au groupe pharmaceutique suisse Novartis pour plusieurs milliards d’euros. Depuis, ils consacrent leur capital au financement des sociétés de biotechnologie.
En 2007, informés que l’entreprise Ganymed, fondée par le couple Türeci-Sahin, était à court de financement, ils avaient décidé d’investir 150 millions d’euros dans leurs recherches, jugeant leur approche technologique prometteuse, bien qu'elle n'ait pas encore abouti. À la suite de quoi, ils sont devenus cofondateurs de la nouvelle société, BioNTech . Christoph Huber, Michael Motschmann et Helmut Jeggle sont membres du conseil de surveillance depuis la création de l'entreprise en 2008. Depuis lors, Helmut Jeggle est président du conseil de surveillance. En 2018, le conseil de surveillance est élargi à Ulrich Wandschneider.
Depuis sa fondation, BioNTech s'appuie sur un conseil consultatif scientifique dirigé par Rolf M. Zinkernagel et Hans Hengartner. Rolf Zinkernagel est professeur émérite à l'université de Zurich et ancien directeur de l'Institut d'immunologie expérimentale de Zurich. En 1996, il a reçu (avec son collègue Peter C. Doherty) le prix Nobel pour sa découverte de la façon dont le système immunitaire reconnaît les cellules infectées par un virus. Hans Hengartner est immunologiste et professeur émérite à l'École polytechnique fédérale de Zurich (ETH) et à l'Université de Zurich.
En janvier 2019, BioNTech, précédemment société anonyme, devient une société européenne (Societas Europaea ou SE). En août 2019, BioNTech avait levé un capital de 1,3 milliard de dollars américains par le biais de placements privés d'actions et de collaborations. Les actionnaires de BioNTech comprennent la famille Strüngmann (actionnaire majoritaire), Fidelity Management, Invus Group, Janus Henderson Investors, MIG Funds, Redmile Group, Salvia et plusieurs autres sociétés d'investissements européennes.
En septembre 2019, BioNTech signe un accord avec la Fondation Bill-et-Melinda-Gates (BMGF) pour développer des programmes de lutte contre le VIH et la tuberculose. L'objectif est d'identifier et de développer de manière préclinique des vaccins et des immunothérapies candidats pour la prévention des infections par le VIH et la tuberculose et pour la rémission durable de la maladie du VIH sans thérapie antirétrovirale. En octobre 2019, BioNTech est cotée pour la première fois sur la bourse de technologie américaine Nasdaq (symbole « BNTX »).
En décembre 2019, la Banque européenne d'investissement et BioNTech annoncent que l'entreprise recevra un financement de 50 millions d'euros dans le cadre de la politique d'investissement pour l'Europe. En juin 2020, BioNTech reçoit 222 millions d'euros par le biais d'un placement privé d'actions ordinaires et d'obligations convertibles obligatoires auprès du fonds souverain Temasek de Singapour et d'autres investisseurs. À cette date, la société compte plus de 1 300 employés.

## Vaccins et médicaments à ARNm

### Covid-19
En 2020 toujours, cette société se lance dans l'élaboration d'un vaccin à ARNm pour la prévention des infections par la Covid-19, le BNT2b2. Dès janvier 2020, percevant l'impact possible de la Covid-19, la société mobilise une quarantaine de personnes sur les travaux relatifs à une vaccination contre cette pandémie, utilisant le savoir-faire acquis, en matière de modification de l'ARN. Un partenariat est mis en place avec Pfizer sur la base du brevet élaboré par BioNTech.
Grâce à la commande anticipée de près de deux milliards de dollars par le gouvernement fédéral américain pour 100 millions de doses obtenue en juillet 2020, le BNT2b2 devient rapidement un des premiers vaccins en essais cliniques de phase III en Chine et aux États-Unis. Ces deux partenaires, Pfizer et BioNTech, sont également les premiers à rendre publics des résultats intermédiaires de ces essais, en annonçant en novembre 2020 que ce candidat vaccin est « efficace à 90 % ». Ce vaccin est proposé en Europe sous le nom « Comirnaty » (dci : tozinaméran).
En octobre 2021, BioNTech annonce la création de sites de production de vaccins à ARNm au Sénégal et au Rwanda afin de doter l'Afrique d'un premier nœud de production décentralisée.
BioNTech invente un centre de fabrication de vaccins constitué d'un module transportable de fabrication de vaccins à ARN messager. Il vise à répondre de façon flexible et rapide à l’apparition de nouveaux variants, pour les pays émergents notamment en Afrique
De ses premières homologations à février 2022, 2,6 milliards de doses du vaccin à ARNm de BioNTech et de son partenaire industriel Pfizer ont été vendues et distribuées mondialement dans plus de 160 pays.
BioNTech prévoit de commencer à fournir deux vaccins adaptés à la variante Omicron du coronavirus dès le mois d'octobre 2022. En partenariat avec  l'entreprise américaine Pfizer , la société a récemment demandé à l'Agence européenne des médicaments (EMA) d'approuver une formule "boost" contenant les premières variantes d'Omicron. Pour BioNTech, cela contribuera à stimuler la demande au quatrième trimestre, tout en réitérant ses prévisions de ventes de vaccins pour cette année.
L'entreprise inaugure aussi en 2023 au Rwanda une unité de production pour fabriquer des vaccins à destination des 55 membres de l’Union africaine. Elle installe dans Kigali une unité de production pour fabriquer des vaccins contre diverses maladies en Afrique.

### Paludisme
En juillet 2021, BioNTech annonce travailler à un vaccin contre la malaria. Uğur Şahin est très optimiste quant aux probabilités de succès.

### Oncologie
En tant que médicament, l'ARNm fournit des instructions à une cellule cible pour produire une protéine thérapeutique souhaitée. Dans le traitement du cancer, la protéine ainsi produite est dirigée contre des structures cibles qui dérivent directement de mutations dans les cellules cancéreuses. L'objectif est de détecter, pour chaque patient, la nature des mutations induites, afin de personnaliser le traitement.
Fin 2023, BioNTech conclut un accord avec la biotech chinoise Biotheus en vue d'acquérir une licence de développement et de commercialisation de PM8002/BNT327 en dehors de la Chine. Ce produit est à la fois un anti PD-L1 et un Inhibiteur du facteur de croissance de l'endothélium vasculaire, et est présenté par Uğur Şahin comme un concurrent de l'ivonescimab qui attaque le PD-1 et le VEGF,.
En mai-juin 2025, BioNTech conclut un accord avec Bristol-Myers Squibb pour un nouveau traitement anti-cancer, et rachète sa concurrente allemande CureVac pour 1,25 milliards de dollars.

### Intelligence artificielle
Le 10 janvier 2023, BioNTech annonce le rachat de la start-up tunisienne InstaDeep, spécialisée dans l'intelligence artificielle et le machine learning. L'opération, qui coûte 635 millions d'euros, est la suite logique après l'entrée de BioNTech dans le capital d'InstaDeep en janvier 2022 et un début de collaboration qui date de 2020. Cette transaction permet à BioNTech de développer de nouveaux traitements avec usage de l'IA.

## Principaux actionnaires
|                                                 | Nombre d'actions 14 février 2020 | Valeur des actions 11 novembre 2020 |
| AT Impf GmbH Andreas und Thomas Strüngmann (de) | 114 141 520                      | 12,6 milliards d'euros              |
| Uğur Şahin                                      | 41 690 970                       | 4,6 milliards d'euros               |
| Uğur Şahin                                      | stock options : 6 205 311        | 0,6 milliard d'euros                |
| Christoph Huber (en)                            | 2 552 040                        | 0,3 milliard d'euros                |